# Немачка на Европском првенству у атлетици у дворани 2021.
Немачка је учествовала на 36. Европском првенству у дворани 2021 који се одржао у Торуњу, Пољска, од 4. до 7. марта. Ово је било петнаесто Европско првенство у атлетици у дворани од његовог оснивања 1992. године на којем је Немачка први пут учествовала под овим именом. Репрезентацију Немачке представљало је 46 спортиста (23 мушкараца и 23 жене), који су се такмичили у 20 дисциплине (11 мушких и 9 женских).
На овом првенству Немачка је заузела 16. место по броју освојених медаља, укупно 6 (2 сребрне и 4 бронзане) медаља.
У табели успешности према броју и пласману такмичара који су учествовали у финалним такмичењима (првих 8 такмичара) Немачка је са 16 учесника у финалу заузела 4. место са 68 бодова.
| Пл. | Земља   | 1. место | 2. место | 3. место | 4. место | 5. место | 6. место | 7. место | 8. место | Бр. фин.-Бод. |
| --- | ------- | -------- | -------- | -------- | -------- | -------- | -------- | -------- | -------- | ------------- |
| 4.  | Немачка | -        | 2-14     | 4-24     | 2-10     | 1-4      | 3-9      | 3-6      | 1-1      | 16-68         |

## Учесници
| Мушкарци: - Кевин Кранц — 60 м - Михаел Пол — 60 м - Јулијан Вагнер — 60 м - Марвин Шлегел — 400 м - Хенрик Краусе — 400 м - Кристоф Кеслер — 800 м - Оскар Шварцер — 800 м - Марк Ројтер — 800 м - Карл Бебендорф — 1.500 м - Homiyu Tesfaye — 1.500 м - Мариус Пробст — 1.500 м - Марсел Фер — 3.000 м - Ерик Балнувајт — 60 м препоне - Тобијас Потје — Скок увис - Матеус Прзибилко — Скок увис - Јонас Вагнер — Скок увис - Олег Зерникел — Скок мотком - Бо Канда Лита Бахре — Скок мотком - Торбен Блех — Скок мотком - Maximilian Entholzner — Скок удаљ - Макс Хес — Троскок - Андреас Бекман — Седмобој - Кај Казмирек — Седмобој | Жене: - Јенифер Мондаг — 60 м - Амели-Софи Ледерер — 60 м - Јасмин Квадво — 60 м - Лаура Милер — 400 м, 4х400 м - Корина Шваб — 400 м, 4х400 м - Кристина Херинг — 800 м - Тања Спил — 800 м - Катарина Трост — 800 м - Хана Клајн — 1.500 м - Геза Фелицитас Краузе — 1.500 м - Катерина Гранц — 1.500 м - Елена Буркард — 3.000 м - Леа Мајер — 3.000 м - Бренда Катарија-Бил — 4х400 м - Рут Софија Спелмајер-Преус — 4х400 м - Малајка Михамбо — Скок удаљ - Мерле Хомеир — Скок удаљ - Марисе Лузоло — Скок удаљ - Неле Екхарт — Троскок - Јеси Мадука — Троскок - Кристина Шваниц — Бацање кугле - Сара Гамбета — Бацање кугле - Катарина Мајш — Бацање кугле |  |

## Освајачи медаља (6)

### Сребро (2)
- Кевин Кранц — 60 м
- Малајка Михамбо — Скок удаљ

### Бронза (4)
- Макс Хес — Троскок
- Хана Клајн — 1.500 м
- Неле Екхарт — Троскок
- Кристина Шваниц — Бацање кугле

## Резултати

### Мушкарци
| Атлетичар             | Дисциплина   | Лични рекорд | Квалификације  | Квалификације | Полуфинале            | Полуфинале            | Финале                | Финале       | Детаљи                                   |
| Атлетичар             | Дисциплина   | Лични рекорд | Резултат       | Место         | Резултат              | Место                 | Резултат              | Место        | Детаљи                                   |
| --------------------- | ------------ | ------------ | -------------- | ------------- | --------------------- | --------------------- | --------------------- | ------------ | ---------------------------------------- |
| Кевин Кранц           | 60 м         | 6,52 НР      | 6,61 КВ        | 1. у гр. 9    | 6,58 КВ               | 2. у гр. 3            | 6,60                  |              |                                          |
| Михаел Пол            | 60 м         | 6,60         | 6,72 кв        | 3. у гр. 4    | 6,67 (.666)           | 4. у гр. 1            | Нису се квалификовали | 14 / 63 (65) |                                          |
| Јулијан Вагнер        | 60 м         | 6,59         | 6,67 (.663) КВ | 2. у гр. 6    | 6,68 (.678)           | 6. у гр. 2            | Нису се квалификовали | 19 / 63 (65) |                                          |
| Марвин Шлегел         | 400 м        | 46,58        | 46,77 КВ       | 1. у гр. 4    | 47,02                 | 4. у гр. 3            | Нису се квалификовали | 10 / 48 (49) |                                          |
| Хенрик Краусе         | 400 м        | 47,03        | 47,39          | 3. у гр. 3    | Није се квалификовао  | Није се квалификовао  | Није се квалификовао  | 23 / 48 (49) |                                          |
| Кристоф Кеслер        | 800 м        | 1:47,14      | 1:50,12 КВ     | 3. у гр. 3    | 1:49,46               | 5. у гр. 3            | Није се квалификовао  | 14 / 38 (39) |                                          |
| Оскар Шварцер         | 800 м        | 1:47,63      | 1:50,09        | 5. у гр. 6    | Нису се квалификовали | Нису се квалификовали | Нису се квалификовали | 31 / 38 (39) |                                          |
| Марк Ројтер           | 800 м        | 1:45,39      | 1:50,98        | 4. у гр. 4    | Нису се квалификовали | Нису се квалификовали | Нису се квалификовали | 31 / 38 (39) |                                          |
| Карл Бебендорф        | 1.500 м      | 3:40,67      | 3:41,29        | 6. у гр. 3    |                       |                       | Нису се квалификовали | 17 / 50 (51) | Архивирано на веб-сајту (30. април 2021) |
| Homiyu Tesfaye        | 1.500 м      | 3:34,13 НР   | 3:42,59        | 8. у гр. 1    | 29 / 50 (51)          |                       | Нису се квалификовали |              | Архивирано на веб-сајту (30. април 2021) |
| Мариус Пробст         | 1.500 м      | 3:39,70      | 3:44,63        | 7. у гр. 4    | 36 / 50 (51)          |                       | Нису се квалификовали |              | Архивирано на веб-сајту (30. април 2021) |
| Марсел Фер            | 3.000 м      | 7:50,64      | 7:48,06 кв, ЛР | 6. у гр. 2    | 7:54,48               | 10 / 31 (34)          |                       |              |                                          |
| Ерик Балнувајт        | 60 м препоне | 7,54         | 7,71 КВ        | 2. у гр. 2    | 7,74 (.734)           | 5. у гр. 3            | Није се квалификовао  | 12 / 35      | Архивирано на веб-сајту (30. април 2021) |
| Тобијас Потје         | Скок увис    | 2,26         | 2,21 кв        | 6.            |                       |                       | 2,18 =ЛРС             | 4 / 14       |                                          |
| Матеус Прзибилко      | Скок увис    | 2,30         | 2,21 кв        | 3.            | 2,19                  | 7 / 14                |                       |              |                                          |
| Јонас Вагнер          | Скок увис    | 2,28         | 2,16           | 11            | Није се квалификовао  | 11 / 14               |                       |              |                                          |
| Олег Зерникел         | Скок мотком  | 5,72         | 5,70 кв        | 2.            | 5,70                  | 4 / 14 (15)           |                       |              |                                          |
| Бо Канда Лита Бахре   | Скок мотком  | 5,72         | 5,60 кв        | 4.            | Без пласмана          | Без пласмана          |                       |              |                                          |
| Торбен Блех           | Скок мотком  | 5,86         | 5,60           | 9.            | Није се квалификовао  | 9 / 14 (15)           |                       |              |                                          |
| Maximilian Entholzner | Скок удаљ    | 7,97         | 7,91 кв        | 3.            | 7,87                  | 5 / 14                |                       |              |                                          |
| Макс Хес              | Троскок      | 17,52 НР     | 16,86 КВ       | 2.            | 17,01 ЛРС             |                       |                       |              |                                          |

#### Седмобој
| Дисциплина   | Андреас Бекман | Андреас Бекман | Андреас Бекман | Андреас Бекман | Андреас Бекман | Андреас Бекман |
| Дисциплина   | Лич. рек.      | Рез.           | Бод.           | Плас.          | Укупно бод.    | Пласман        |
| ------------ | -------------- | -------------- | -------------- | -------------- | -------------- | -------------- |
| 60 м         | 6,96           | 7,02 =ЛРС      | 875            | 6.             | 875            | 6.             |
| Скок удаљ    | 7,50           | 7,49 ЛРС       | 932            | 3.             | 1.807          | 4.             |
| Бацање кугле | 14,26          | 13,80          | 716            | 11.            | 2.523          | 7.             |
| Скок увис    | 2,10           | 2,10 =ЛР       | 896            | 2.             | 3.419          | 4.             |
| 60 препоне   | 8,37           | 8,57           | 843            | 9.             | 4.262          | 8.             |
| Скок мотком  | 5,21           | 5,10           | 941            | 3.             | 5.203          | 5.             |
| 1.000 м      | 2:43,38        | 2:47,51        | 792            | 8.             | 5.995          | 6.             |
| Седмобој     | 6.097          | -              |                |                | 5.995          | 6 / 8 (12)     |

| Дисциплина   | Кај Казмирек | Кај Казмирек | Кај Казмирек | Кај Казмирек | Кај Казмирек | Кај Казмирек |
| Дисциплина   | Лич. рек.    | Рез.         | Бод.         | Плас.        | Укупно бод.  | Пласман      |
| ------------ | ------------ | ------------ | ------------ | ------------ | ------------ | ------------ |
| 60 м         | 7,15         | 7,15 =ЛР     | 830          | 10.          | 830          | 10.          |
| Скок удаљ    | 7,68         | 6,55         | 709          | 12.          | 1.539        | 12.          |
| Бацање кугле | 14,55        | НС           |              |              |              |              |
| Скок увис    | 2,05         | НС           |              |              |              |              |
| 60 препоне   | 7,95         | НС           |              |              |              |              |
| Скок мотком  | 5,20         | НС           |              |              |              |              |
| 1.000 м      | 2:39,51      |              |              |              |              |              |
| Седмобој     | 6.238        | -            |              |              | НЗ           |              |

### Жене
| Атлетичарка                                                               | Дисциплина   | Лични рекорд | Квалификације     | Квалификације    | Полуфинале            | Полуфинале            | Финале                                   | Финале                | Детаљи                                   |
| Атлетичарка                                                               | Дисциплина   | Лични рекорд | Резултат          | Место            | Резултат              | Место                 | Резултат                                 | Место                 | Детаљи                                   |
| ------------------------------------------------------------------------- | ------------ | ------------ | ----------------- | ---------------- | --------------------- | --------------------- | ---------------------------------------- | --------------------- | ---------------------------------------- |
| Јенифер Мондаг                                                            | 60 м         | 7,19         | 7,25 (.247) КВ    | 2. у гр. 3       | 7,27 (.263) КВ        | 2. у гр. 1            | 7,29                                     | 7 / 37 (40)           |                                          |
| Амели-Софи Ледерер                                                        | 60 м         | 7,12         | 7,30 (.294) КВ    | 1. у гр. 1       | 7,29 (.284)           | 5. у гр. 3            | Није се квалификовала                    | 13 / 37 (40)          |                                          |
| Јасмин Квадво                                                             | 60 м         | 7,19         | Дисквалификована  | Дисквалификована | Није се квалификовала | Није се квалификовала | Није се квалификовала                    | Није се квалификовала | Архивирано на веб-сајту (30. април 2021) |
| Лаура Милер                                                               | 400 м        | 52,60        | 53,03             | 3. у гр. 1       | Нису се квалификовале | Нису се квалификовале | Нису се квалификовале                    | 21 / 39               | Архивирано на веб-сајту (30. април 2021) |
| Корина Шваб                                                               | 400 м        | 52,01        | 53,06             | 4. у гр. 6       | Нису се квалификовале | Нису се квалификовале | Нису се квалификовале                    | 22 / 39               | Архивирано на веб-сајту (30. април 2021) |
| Кристина Херинг                                                           | 800 м        | 2:00,93      | 2:04,06 (.053) КВ | 1. у гр. 6       | 2:03,67               | 3. у гр. 1            | Нису се квалификовале                    | 9 / 34 (35)           |                                          |
| Тања Спил                                                                 | 800 м        | 2:03,06      | 2:03,22 КВ        | 3. у гр. 5       | 2:04,43               | 2. у гр. 1            | Нису се квалификовале                    | 13 / 34 (35)          |                                          |
| Катарина Трост                                                            | 800 м        | 2:02,74      | 2:06,89           | 5. у гр. 4       | Није се квалификовала | Није се квалификовала | Није се квалификовала                    | 28 / 34 (35)          |                                          |
| Хана Клајн                                                                | 1.500 м      | 4:06,86      | 4:09,35 КВ        | 1. у гр. 3       |                       |                       | 4:20,07                                  |                       |                                          |
| Геза Фелицитас Краузе                                                     | 1.500 м      | 4:08,91      | 4:09,92 КВ, ЛРС   | 2. у гр. 1       | 4:24,26               | 8 / 22                |                                          |                       |                                          |
| Катерина Гранц                                                            | 1.500 м      | 4:10,33      | 4:13,53           | 3. у гр. 2       | Није се квалификовала | 14 / 22               |                                          |                       |                                          |
| Елена Буркард                                                             | 3.000 м      | 8:59,02      | 8:56,56 КВ, ЛР    | 2. у гр. 1       | 8:51,09 ЛР            | 7 / 22 (25)           |                                          |                       |                                          |
| Леа Мајер                                                                 | 3.000 м      | 9:00,05      | 9:05,13           | 7. у гр. 2       | Није се квалификовала | 15 / 22 (25)          | Архивирано на веб-сајту (30. април 2021) |                       |                                          |
| Корина Шваб, Лаура Милер, Бренда Катарија-Бил, Рут Софија Спелмајер-Преус | 4 х 400 м    | 3:27,22 НР   |                   |                  |                       |                       | 3:31,47                                  | 6 / 6                 |                                          |
| Малајка Михамбо                                                           | Скок удаљ    | 7,07         | 6,58 кв           | 5.               |                       |                       | 6,88 ЛРС                                 |                       |                                          |
| Мерле Хомеир                                                              | Скок удаљ    | 6,55         | 6,50              | 11.              | Нису се квалификовале | 11 / 17               |                                          |                       |                                          |
| Марисе Лузоло                                                             | Скок удаљ    | 6,56         | 6,48              | 12.              | Нису се квалификовале | 12 / 17               |                                          |                       |                                          |
| Неле Екхарт                                                               | Троскок      | 14,17        | 14,12 КВ, ЛРС     | 4.               | 14,52 ЛР              |                       |                                          |                       |                                          |
| Јеси Мадука                                                               | Троскок      | 13,81        | 13,50             | 15.              | Није се квалификовала | 15 / 16               |                                          |                       |                                          |
| Кристина Шваниц                                                           | Бацање кугле | 20,05        | 19,15 КВ          | 1.               | 19,04                 |                       |                                          |                       |                                          |
| Сара Гамбета                                                              | Бацање кугле | 18,18        | 18,43 КВ, ЛР      | 6.               | 17,60                 | 6 / 17                |                                          |                       |                                          |
| Катарина Мајш                                                             | Бацање кугле | 18,12        | 17,93             | 10.              | Није се квалификовала | 10 / 17               | Архивирано на веб-сајту (30. април 2021) |                       |                                          |